# Empreinte carbone

Émissions de dioxyde de carbone par habitant et pays en 2017, estimées sur la base des consommations (émissions locales et émissions dues aux importations, moins émissions dues aux exportations).

Pour l’article homonyme, voir Empreinte.
Ne doit pas être confondu avec bilan carbone.
L'empreinte carbone ou le contenu carbone d'une activité humaine est une mesure des émissions de gaz à effet de serre d'origine anthropique, c'est-à-dire imputées aux activités humaines. Elle dépend des facteurs d'émission des intrants liés à cette activité, et en particulier des facteurs d'émission associés aux sources d'énergies utilisées. Par exemple, pour l'année 2022, l'empreinte carbone moyenne d’un Français était estimée à environ 9,2 tonnes équivalent CO2 par personne (en incluant les émissions de gaz à effet de serre induites par la production et la consommation de biens et services importés).
Les facteurs d'émission associés aux sources d'énergie correspondent pour l'essentiel à des émissions de dioxyde de carbone (CO2).
Ils s'expriment en général en grammes d'équivalent CO2 par kilowatt-heure (gCO2eq/kWh) ; ils peuvent également s'exprimer en grammes d'équivalent carbone par kilowatt-heure.
La mesure réelle ou l'évaluation modélisée des facteurs d'émissions des différentes sources d'énergies permettent d'établir des bilans d'émissions et par la suite d'investir dans des équipements ou dans des procédés consommant moins de ressources de combustibles fossiles de manière à moins affecter le climat.
Les contenus en dioxyde de carbone par activité peuvent être regroupés par ensembles d'activités présentant des caractéristiques et des finalités similaires. On parle alors de contenus en dioxyde de carbone par usage (chauffage, éclairage, transports, etc.).
Les termes « facteurs d'émission » et « contenus » sont souvent utilisés pour désigner la même notion. Dans cet article, conformément aux usages de la Base Carbone administrée par l'Agence de l'environnement et de la maîtrise de l'énergie (ADEME), le terme « facteur d'émission » est employé lorsqu'il s'agit d'un kilowatt-heure, produit, livré ou consommé, et « contenu » lorsqu'il s'agit d'une activité ou d'un usage.
Les facteurs d'émission et les contenus en dioxyde de carbone peuvent être évalués selon deux conventions :
- soit en émissions directes dues à l'utilisation de l'énergie chez le consommateur final ;
- soit en analyse du cycle de vie (ACV), tenant compte des émissions dues à l'utilisation de l'énergie mais également des émissions indirectes dues aux chaînes d'approvisionnement et de toutes les transformations énergétiques en amont (production, transport, distribution), voire en aval (recyclage, démantèlement).

## Définition et histoire
Avant que l'empreinte carbone ne soit plus connue, le concept d'empreinte écologique, développé par William E. Rees et Mathis Wackernagel dans les années 1990, fut en vogue.
Selon le Global Footprint Network, le terme « empreinte carbone » est utilisé comme diminutif pour la quantité de carbone (généralement en tonnes) émise par une activité, une personne, un groupe ou une organisation, par sa consommation en énergie et en matières premières. La composante carbone de l'empreinte écologique va au-delà de cette définition en traduisant cette quantité en surface de forêt nécessaire pour séquestrer ces émissions de dioxyde de carbone. Cela permet de représenter la demande que les combustions de ressources fossiles exercent sur la planète. L'empreinte carbone représente environ 60 % de l'empreinte écologique de l'ensemble de l'humanité.
L'empreinte carbone d'un produit est définie comme la somme de tous les gaz à effet de serre émis tout au long de son cycle de vie depuis l'extraction de la matière première jusqu'à son élimination.
Le terme « empreinte carbone » a été choisi car le dioxyde de carbone est le principal gaz à effet de serre contribuant au réchauffement climatique. Le calcul se fait en comparant le potentiel de réchauffement global de différents gaz par rapport à celui du CO2.
Le terme « empreinte carbone » a été initialement popularisé par une campagne publicitaire de 250 millions de dollars menée par la compagnie pétrolière et gazière BP entre 2005 et 2007 dans le but de détourner l'attention du public de la responsabilité des entreprises du secteur pétrolier vers une responsabilité individuelle de leurs clients vis-à-vis du changement climatique,,,.

## Utilisation
Depuis le protocole de Kyoto de 1995, les pays mesurent leurs émissions de gaz à effet de serre, ce qui permet de calculer leurs empreintes carbone.
Le calcul de l'empreinte ou bilan carbone aide à définir les stratégies et les solutions les mieux adaptées à chaque secteur d'activité et de participer ainsi plus efficacement à la diminution des émissions de gaz à effet de serre.
En France, depuis 2020, l'article L229-25 du code de l'environnement rend obligatoire l'établissement d'un bilan carbone tous les trois ans pour les services de l'État, les collectivités territoriales de plus de 50 000 habitants, les établissements publics ou de droit publics de plus de 250 personnes et tous les quatre ans pour les personnes morales de droit privé employant plus de 500 personnes en métropole et 250 personnes en outre-mer.

## Données, évolution

### Monde
La quantité mondiale de gaz à effet de serre émis lors de l'année 2018 s'établissait à 49 milliards de tonnes d'équivalent CO2, soit une augmentation de 50 % par rapport à 1990. Cela correspond à environ cinq tonnes par Terrien, avec de fortes disparités entre les pays.

### Europe
En 2019, selon un rapport de l'organisation à but non lucratif Carbon Disclosure Project (CDP), 882 entreprises européennes produisant 75 % des émissions de CO2 ont consacré 124 milliards € à de nouvelles actions de réduction de leurs émissions, dont 65 milliards € en recherche et développement (R&D) et 59 milliards € en investissements. Or, il faudrait passer de 59 à 122 milliards € par an pour être sur la trajectoire permettant d'atteindre les objectifs européens de réduire de 50 % à 55 % les émissions en 2030 comparées à 1990, puis d'atteindre la neutralité carbone en 2050. Les dépenses de R&D sont surtout le fait du secteur des transports et les investissements du secteur de l'électricité ; par contre, le secteur des matériaux (acier, ciment, mines et chimie) n'a représenté que 5 % des investissements bas carbone alors qu'il est responsable de 38 % des émissions. Un quart des entreprises européennes classées A pour leurs investissements bas carbone sont françaises.

### France
En 2010, l'empreinte carbone moyenne d'un habitant (émissions de gaz à effet de serre induites, en France et à l'étranger, par la consommation de la population résidant en France) était identique à celle de 1990, alors que le niveau moyen par personne des émissions sur le territoire a diminué de 19 %. En tenant compte des échanges extérieurs, elle s'élevait en 2010 à environ 11,6 tonnes équivalent CO2 (dont 8,5 tonnes pour le CO2), soit 51 % de plus que la quantité émise sur le territoire national. De 1990 à 2010, les émissions associées aux importations se sont accrues de 62 % pour atteindre la moitié de l'empreinte carbone de la consommation de la France en 2010. Le calcul de cette empreinte carbone prend en compte trois gaz à effet de serre (GES) : le dioxyde de carbone (CO2), le méthane (CH4) et le protoxyde d'azote (N2O), qui représentent 97 % des six GES pris en compte par le protocole de Kyoto.
En 2016, elle est estimée à 10,7 tonnes équivalent CO2, soit en baisse de 5,5 % par rapport à 2010). L'empreinte carbone moyenne des Français a augmenté de 1,2 % sur la période 1990-2016. Au cours de la même période, le niveau moyen des émissions par habitant sur le territoire a diminué de 16,4 %.
Selon le Commissariat général au développement durable, en 2017, 70 % des émissions de gaz à effet de serre des ménages proviennent de trois postes principaux : logement, transports et alimentation ; la part de l'empreinte carbone liée à la consommation des ménages (y compris les émissions engendrées par la fabrication et le transport de produits qu'ils consomment) était d'environ 689 millions de tonnes équivalent CO2 en 2016, soit 13 % de plus qu'en 1995, mais rapportée au nombre d'habitants, elle reste relativement stable : 10,7 teq. CO2/hab/an. Dans le logement, le chauffage est responsable de 68 % de l'empreinte, devant les usages « spécifiques » de l'électricité qui ont doublé depuis 1985.
La stratégie nationale bas carbone (version projet de décembre 2018) indique que l'empreinte carbone de la France « a augmenté de 16,4 % entre 1995 et 2010 », avant de baisser légèrement de -2,7 % jusqu'en 2016. Selon le rapport du Haut Conseil pour le climat de 2019, tandis que le bilan carbone français a diminué depuis 1995, passant de 9 tonnes équivalent carbone par habitant et par an en 1995, à moins de 7 teq CO2 en 2017, l'empreinte carbone des Français a augmenté de 20 % entre 1995 et 2015 : « les émissions nettes importées représentent 60 % des émissions nationales en 2015 (271 MtCO2e) et s'ajoutent à elles pour former l'empreinte carbone (731 MtCO2eq) ». Ceci s'explique par la désindustrialisation du pays et l'augmentation des importations d'objets manufacturés. Le journaliste Sylvestre Huet estime que « relocaliser en France le maximum possible de production d’objets manufacturés » permettrait de provoquer « une diminution nette des émissions et non seulement leur rapatriement », compte tenu du fait que l'électricité française utilisée par les usines « est décarbonée à plus de 90 % »,.
En 2015, cette empreinte est évaluée à 11,6 tCO2e (tonnes équivalent-carbone), dont 2,92 tCO2e (24,1 %) dans les transports (en particulier l'automobile : 16,3 %), 2,7 tCO2e (22,4 %) dans le logement (en particulier le chauffage : gaz 5,4 %, fioul 4,1 %), 2,35 tCO2e (19,5 %) dans l'alimentation (en particulier viande et poisson : 9,5 %), 2,63 tCO2e (21,7 %) dans les biens de consommation (en particulier informatique et électronique : 8,5 %) et 1,5 tCO2e (12,3 %) dans les services.
Un rapport publié en janvier 2020 par l'OFCE et l'ADEME évalue l'empreinte carbone totale de la France à 10,5 tCO2e par habitant, dont 47 % provenant des émissions importées. En moyenne, l'empreinte carbone d'un ménage est de 24,5 tCO2e, dont 5 proviennent des biens de consommation, 4,6 de l'alimentation, et 2,3 de la consommation de services. Les 10 % de ménages les plus riches ont une empreinte carbone 2,11 fois plus forte que les 10 % les plus modestes. En tenant compte du fait que les ménages les plus aisés comptent moins de personnes, le rapport est de 3,9 entre les deux catégories de population, alors que le rapport entre les revenus est de 11. Le revenu ne saurait donc expliquer à lui seul le niveau d'empreinte carbone des ménages.
Le 11 décembre 2020, le ministère de la Transition écologique publie une étude qui estime l'empreinte carbone de la France en 2019 à 663 mégatonnes équivalent CO2, en hausse de 7 % par rapport à 1995. Mais par tête d'habitant, elle a diminué de 5 % en vingt-cinq ans, de 10,4 tonnes à 9,9 tonnes. 54 % des émissions qui constituent cette empreinte carbone proviennent des produits, services et matières premières importés, qui ont progressé de 72 % depuis 1995 alors que les émissions intérieures ont baissé de 25 %. En 2019, l'empreinte carbone serait composée pour 74 % de CO2, 20 % de CH4 et 6 % de NO2-. L'OCDE calcule une empreinte carbone limitée au CO2 d'origine énergétique en 2015 ; celle de la France est estimée à 6,9 tonnes de CO2 par habitant, inférieure à la moyenne européenne de 7,8 tonnes et à celle de l'Allemagne (10,4 tonnes), mais largement supérieure à la moyenne mondiale (4,4 tonnes) ; celle des États-Unis atteint (18 tonnes). Une autre étude, sur la distribution des empreintes carbone des ménages, montre, la même année 2020, que les émissions des ménages tendent à croître selon le revenu, mais très différemment selon le lieu de vie (rural, urbain ou péri-urbain) et selon certains facteurs techniques favorisant les énergies fossiles[C'est-à-dire ?].
En 2019, elle est estimée à 9 900 kg de CO2, dont 2 650 kg pour les transports (voiture : 2 030 kg, avion : 430 kg, autres : 190 kg), 2 350 kg pour l'alimentation (viande : 920 kg, boissons : 450 kg, etc.), 1 900 kg pour le logement (gaz et fioul : 1 180 kg, construction : 440 kg, électricité : 160 kg, etc.), 1 600 kg pour les biens de consommation et 1 400 kg pour les services. Le Haut Conseil pour le climat estime que la France devra abaisser ses émissions de gaz à effet de serre de 4,7 % par an, alors qu'elle ne les a réduites que de 1,7 % par an depuis 2010.
En 2022, le CITEPA l'estime à huit tonnes d'équivalent CO2/hbt/an, les transports y contribuant pour 25 %, l'alimentation pour 23 %, les logements pour 18 %, les services sociétaux pour 18 %, les biens d'équipement et les loisirs pour 16 %. Elle augmente avec le revenu, surtout au-delà de 5 000 € nets par mois et par foyer : un foyer dont les revenus mensuels sont inférieurs à 750 € émet sept tonnes en moyenne alors qu'un foyer qui gagne plus de 6 500 € émet 11,6 tonnes, l'écart provenant surtout de la consommation de transports.
Pour l'année 2022, après la baisse historique des émissions entre 2019 et 2020 (- 9,0 %) liée à la pandémie de Covid-19, elle repart à la hausse (+ 8 % par rapport à 2021) et retrouve le niveau de l’année 2019.elles estimations provisoires la portent à environ 9,2 tonnes équivalent CO2 par personne (en incluant les émissions de gaz à effet de serre induites par la production et la consommation de biens et services importés) ou 623 millions de tonnes équivalent CO2 (Mt CO2 eq) pour le pays.

## Émissions directes enCO2des combustibles

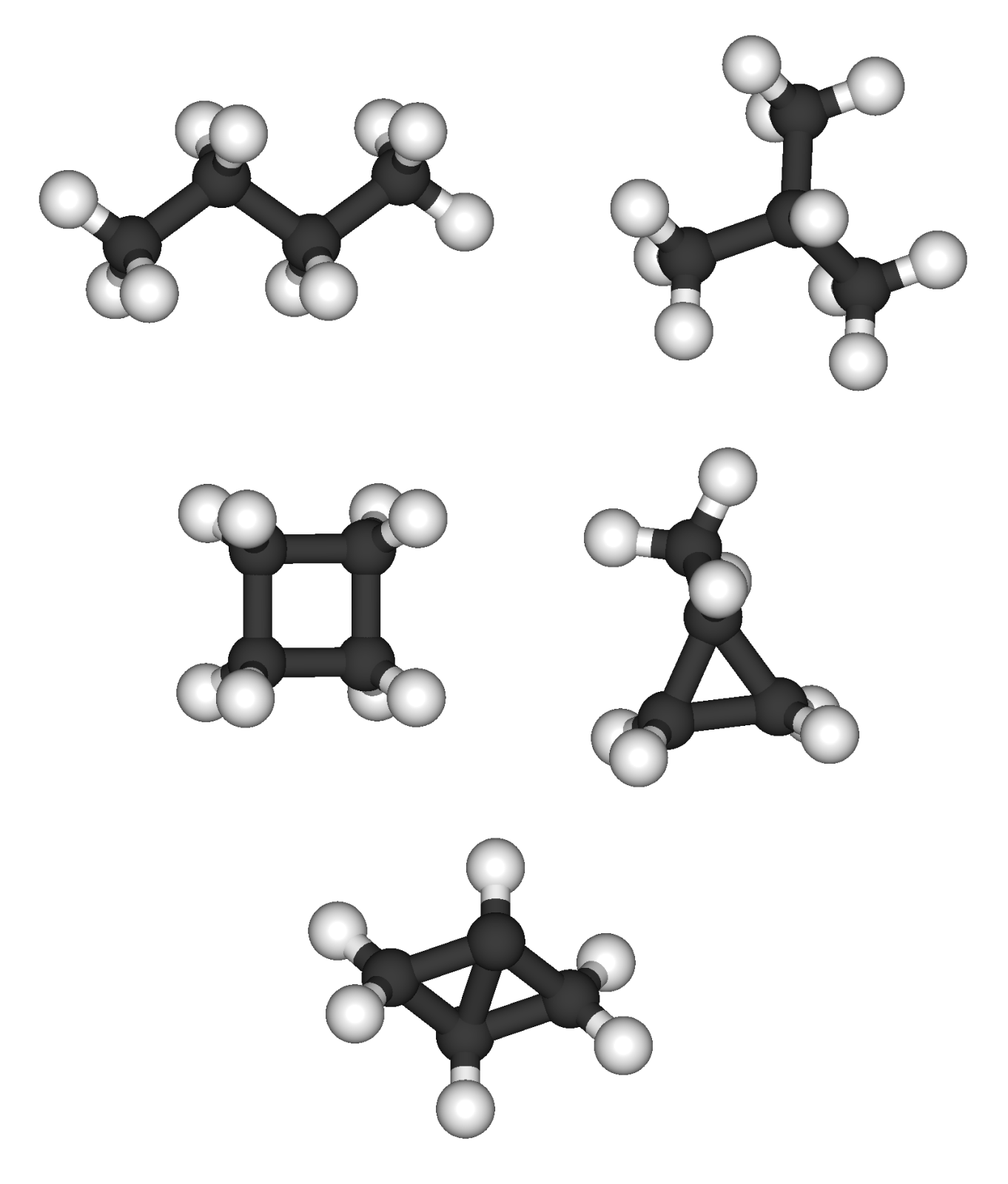
Les hydrocarbures contiennent des taux variables d'atomes de carbone (en noir) - exemple des isomères du butane.

Les émissions directes de CO2 des combustibles sont liées à la présence de carbone dans la formulation chimique des combustibles.
Par exemple, les formules comparées du charbon et du gaz naturel permettent d'établir que le gaz naturel émet moins de CO2 que le charbon, pour la même quantité d'énergie libérée :
- pour le charbon : C + O2 → CO2 (9,2 kWh PCI par kilogramme de combustible à 25 °C) ;
- pour le gaz naturel : CH4 + 2O2 → CO2 + 2H2O (13,9 kWh PCI par kilogramme de combustible à 25 °C).

Il est ainsi possible d'évaluer le rapport entre les émissions de CO2 et l'énergie dégagée par la combustion. Le contenu pendant l'ensemble du cycle de vie est ensuite calculé en additionnant les émissions de gaz à effet de serre de la chaîne d'approvisionnement.
Des valeurs en émissions directes sont fournies par le GIEC pour un ensemble de combustibles. Ces valeurs sont adaptées par les organismes nationaux pour prendre en compte les particularités locales comme la composition des combustibles commerciaux. Ainsi, en France, les valeurs sont publiées par le Citepa dans son inventaire des émissions de polluants atmosphériques.
En analyse de cycle de vie (ACV), les valeurs dépendent des chaînes d'approvisionnement locales. Elles sont donc fortement dépendantes des pays où les valeurs sont calculées, sans compter les périmètres d'analyse qui peuvent être différents. Pour la France, des facteurs d'émissions sont donnés par la Base Carbone qui est une base de données publiques de facteurs d'émissions administrée par l'ADEME ou par l'arrêté du Diagnostic de performance énergétique. Au Canada, des contenus sont publiées par exemple par le ministère du Transport pour le calculateur d'émissions liées au transport urbain.
| Combustibles         | Émissions directes | Émissions ACV |
| -------------------- | ------------------ | ------------- |
| Charbon              | 345                | 377           |
| Fioul lourd          | 283                | 324           |
| Fioul domestique     | 272                | 324           |
| Gazole               | 256                | 323           |
| Essence (SP95, SP98) | 253                | 314           |
| GPL                  | 233                | 260           |
| Gaz naturel          | 204                | 243           |
| Bois énergie         | 18,8               | 29,5          |

Les facteurs d'émissions varient selon la composition des combustibles et des méthodes employées. L'ADEME, dans la Base Carbone, estime l'incertitude à ± 5 % pour les produits pétroliers et à ± 20 % pour le charbon et ses dérivés.
Pour le bois-énergie, le contenu CO2 émis à la combustion est considéré, par convention, comme nul. En effet, le cycle entre la combustion dégageant du CO2 et le captage de ce CO2 par la croissance de la biomasse est court, de l'ordre de l'année. Cela suppose une politique cohérente de gestion des forêts. Les émissions de CO2 de la biomasse sont donc uniquement dues à la consommation de combustible pour l'exploitation et le transport du combustible, ainsi qu'aux fuites d'autres gaz comme le méthane dont le potentiel de réchauffement global (PRG) est élevé. La combustion du bois elle-même produit du méthane mais aussi du protoxyde d'azote dont le PRG est très élevé.
Les biocarburants font l'objet d'une discussion sur les émissions au cours de leur cycle de vie décrite dans l'article correspondant.
Pour le gaz de schiste, selon une étude parue le 21 décembre 2012 dans le Journal of Geophysical Research[réf. incomplète], les émissions sont largement supérieures à celles du gaz conventionnel car la technique de fragmentation hydraulique utilisée pour son extraction entraîne des fuites de méthane de l'ordre de 4 % de la production du gisement ; de ce fait, le gaz de schiste est aussi émissif que le charbon.

## Empreintes carbone par usage

### Électricité
Comme pour les réseaux de chaleur, l'utilisation de l'électricité par le consommateur n'entraîne pas d'émission directe de gaz à effet de serre (GES) sur le lieu d'utilisation. En revanche, l'utilisation de combustibles pour produire l'électricité ainsi que la construction et l'entretien des réseaux de transport et de distribution de l'électricité sont à l'origine de l'émission de différents GES. Comme il existe une relation directe entre la consommation d'électricité et les émissions de CO2, il est couramment admis de parler d'empreinte carbone de l'électricité.
L'empreinte carbone de l'électricité comprend en particulier l'empreinte carbone du numérique, qui était, selon l'association française The Shift Project, de 2,5 % des émissions mondiales en 2013 et de 3,7 % des émissions mondiales en 2018, donc en forte croissance.
Le sujet des émissions de CO2 liées à l'électricité est cependant complexe à plus d'un titre :
- le système de production électrique est complexe, mobilisant divers moyens de production pour répondre à la variabilité de la demande, au travers des mécanismes d'équilibre techniques et économiques de plus en plus sophistiqués ;
- le réseau électrique induit une mutualisation des moyens de production pour satisfaire la demande, laquelle interdit de rattacher un moyen de production particulier à un usage donné ;
- la production de chaleur est souvent associée à la production d'électricité, ce qui pose le problème de l'imputation des émissions de CO2 à l'une ou à l'autre ;
- les moyens de production électrique sont divers ; de l'hydraulique de lac émettant très peu de CO2, jusqu'aux centrales thermiques à charbon émettant plus de 900 gCO2eq par kilowatt-heure produit ;
- le mix de production connaît des variations majeures selon les régions et pays : ainsi l'électricité est très peu carbonée en France, en Suisse, en Suède ou au Brésil[34] ;
- les échanges transfrontaliers introduisent des imprécisions (moins de 2 % de la consommation française[35])[source insuffisante] ;
- enfin, les politiques commerciales des fournisseurs d'énergie perturbent également les débats scientifiques.

### Réseaux de chaleur

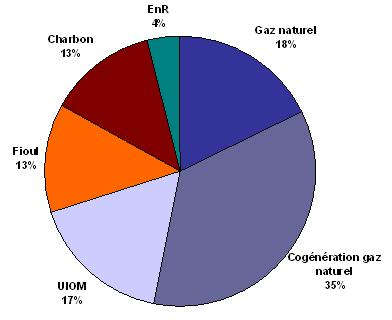
Répartition des consommations énergétiques par source des réseaux de chaleur en France en 2006.

La chaleur consommée par les sous-stations raccordées aux réseaux de chaleur n'émet pas de gaz à effet de serre sur le lieu de l'utilisation. En revanche, l'utilisation des combustibles pour produire initialement la chaleur est, elle, émettrice. Il est donc couramment admis de parler de contenus CO2 des réseaux de chaleur.
En raison de la grande variété des sources énergétiques utilisées par les réseaux (du charbon à la géothermie), le contenu CO2 est fortement dépendant du type de combustible utilisé (hors géothermie).
En France, les réseaux font désormais l'objet d'une enquête annuelle dont les premiers résultats ont été publiés dans un arrêté. La méthodologie retenue dans l'enquête se base sur les émissions directes des combustibles.
Un arrêté ministériel du 4 mai 2009 établit le contenu en CO2 à retenir pour l'énergie distribuée par les réseaux de chaleur. Il liste 354 réseaux et le contenu CO2 (en kilogramme de CO2 émis pour chaque kilowattheure vendu en sous-station) qui doit être appliqué par les diagnostiqueurs dans le cadre des diagnostics de performance énergétique (DPE) ainsi que plus généralement par les organismes certificateurs et les éditeurs de logiciels spécialisés. D'autres arrêtés annuels mettront ces éléments à jour.
En 2009, des discussions MEEDM-SNCU ont porté sur la méthode de calcul et sur la possibilité d'ajouter au contenu CO2, pour chaque réseau, un facteur de conversion entre énergie livrée en sous-station et énergie primaire (pour informer les usagers du rendement de production/distribution, en quelque sorte).
Des valeurs pour les réseaux de froid peuvent également être calculées. En France, en 2008, il y avait 427 réseaux dont 13 réseaux de froid, et le bouquet énergétique utilisé par l'ensemble des réseaux de chaleur se répartissait en énergies fossiles 67 % (dont gaz naturel 49 %) ; énergies renouvelables et de récupération 29 % (dont chaleur de récupération UIOM 21 %). 32 % de ces réseaux disposaient d'au moins une source d'énergie renouvelable et de récupération et 23 % étaient alimentés à au moins 50 % par des EnR&R. Le contenu CO2 moyen des réseaux de chaleur était de 0,193 kg de CO2 par kilowatt-heure (électricité : 0,180 kgCO2/kWh ; gaz naturel : 0,234 ; charbon : 0,384), pour une puissance totale installée de 17 739 MW). Les SRCAE devraient dès 2011-2012 encourager le développement de ces réseaux avec une meilleure efficience énergétique et un moindre contenu carbone.

### Transport

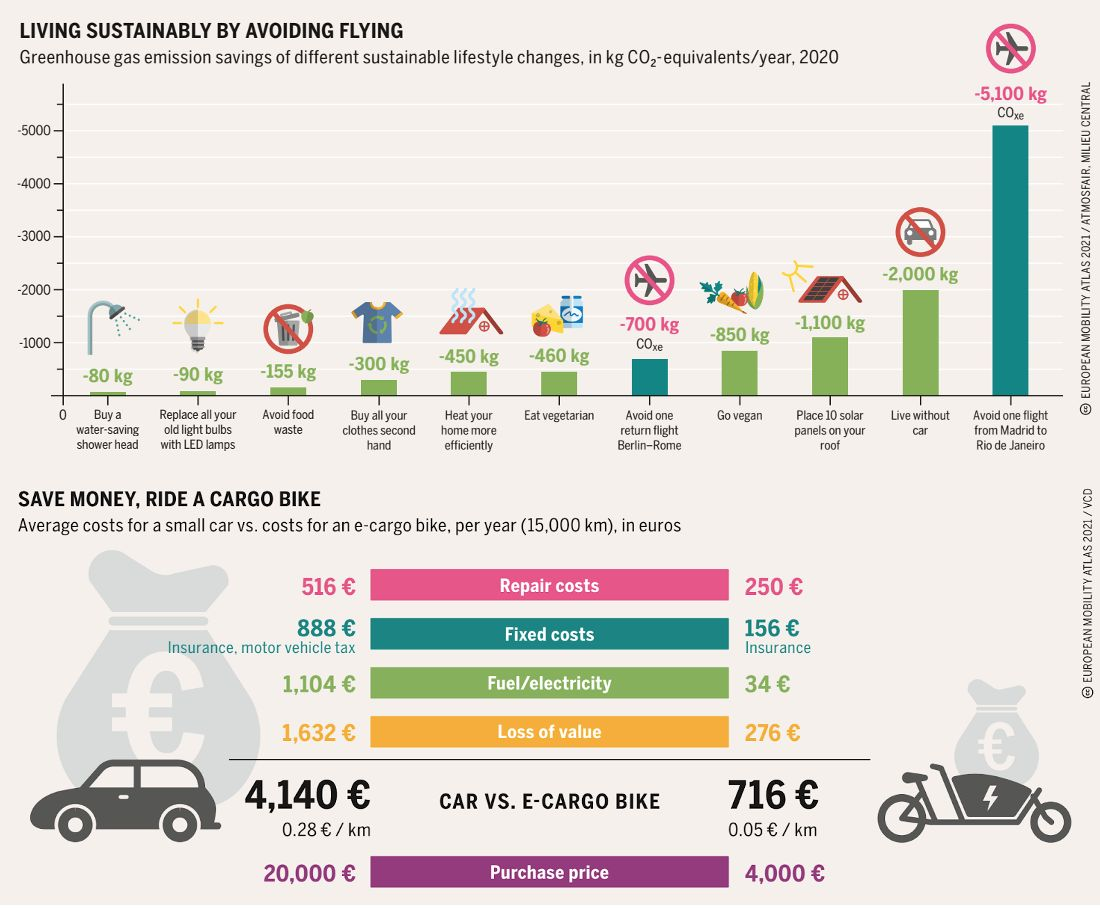
Économies d'émissions de gaz à effet de serre associées à différents changements de mode de vie (en kilogrammes équivalent par an). La voiture et l'avion sont les modes de transport qui ont l'empreinte carbone par voyageur la plus élevée ; renoncer à ces deux modes de transport, surtout l'avion, permet de réaliser d'importantes économies d'émissions de gaz à effet de serre.

Selon l'Agence internationale de l'énergie, le secteur du transport représentait en 2016 le quart des émissions mondiales de CO2.

#### Automobile
Dans une étude de 2016, la fondation Nicolas-Hulot pour la nature et l'homme estimait l'empreinte carbone d'une berline à moteur thermique à 46 tonnes équivalent CO2, celle d'une voiture citadine, à 33 tonnes ; contre, respectivement, 26 et 12 tonnes pour des modèles électriques. Selon Greenpeace, les voitures vendues en 2018 laisseront une empreinte carbone de 4,8 gigatonnes de CO2 sur tout leur cycle de vie.

#### Aviation
Le secteur de l'aviation émet 2 à 3 % des émissions mondiales de dioxyde de carbone. Selon l'ADEME, un vol aller-retour Paris – New-York correspond à environ une tonne de dioxyde de carbone émise.

#### Ferroviaire (cas de la France)
Le train est en France l'un des moyens de transport les moins polluants. Selon les données de la SNCF pour 2017, un voyage en TGV émet 2,4 g de CO2 par kilomètre ; en Intercités, 8,1 g ; en TER, 29,4 g ; et pour un transilien ou un RER (en Île-de-France), les émissions sont de 5,4 g/km. Cependant, selon un rapport de la Cour des comptes publié en 2014, le train requiert un taux de remplissage élevé pour avoir une empreinte carbone par passager compétitive : si le taux d'occupation du TGV est inférieur à 50 %, le bilan des émissions par passager n'est pas meilleur que celui de l'autocar. Par ailleurs, la construction des lignes ferroviaires est fortement émettrice de gaz à effet de serre ; ainsi, un bilan carbone complet de la ligne à grande vitesse Rhin-Rhône (branche Est) a fait apparaître que le report modal en faveur du TGV met douze années à contrebalancer les émissions liées à sa construction. Cependant, selon le président de la SNCF, Guillaume Pepy, « les points de vue exprimés dans le rapport ne reposent pas sur des études et des méthodologies d'analyse suffisamment documentées et solides ».

### Alimentation
Dans les années 1990, Tim Lang, professeur en politique alimentaire à l'université de Londres, élabore le concept anglo-saxon de kilomètre-aliment (en) (food miles), qui fait depuis l'objet de nombreuses analyses.
Selon une étude parue en 2016 portant sur l'empreinte carbone d'un kilogramme de divers aliments, la consommation de bœuf libère 26,6 kg de dioxyde de carbone, le beurre 9,25 kg, le fromage 8,55 kg, le porc 5,5 kg, le poulet 3,7 kg, le poisson 3,5 kg, les légumes 370 g, les pommes de terre 180 g.
D'après une étude de l'ADEME portant sur la France et parue en février 2019, l'alimentation était responsable du quart de l'empreinte carbone nationale. Les deux tiers des émissions, principalement de méthane et de protoxyde d'azote, sont imputables à la phase de production agricole, le reste se répartissant entre 19 % de transport de la nourriture et 15 % d'autres activités, dont la transformation et la restauration.
La consommation quotidienne de 200 ml de lait de vache représente en moyenne une empreinte carbone plus élevée que celle du trajet quotidien de 2 km en voiture, mais comme pour la viande bovine cette empreinte varie considérablement selon que le lait provienne d'un élevage extensif ou intensif,.

### Biens et équipement
Selon une étude de l'Ademe parue en 2018, l'équipement d'une maison française moyenne a nécessité l'émission de six tonnes de CO2. Les textiles occupent une part prépondérante dans ce total. Une garde-robe représente en effet 1,37 tonne de CO2, un jean 20 kg, émis par les engrais pour faire pousser le coton, le transformer et transporter le produit fini jusqu'à son lieu de vente. Des équipements électroniques ou électroménagers comme une télévision, un écran, un PC portable, une imprimante, un réfrigérateur, un lave-linge, un lave-vaisselle ou une gazinière émettent de 40 à 50 kilogrammes de dioxyde de carbone au cours de leur cycle de vie. Une étude réalisée par l'Ademe en association avec l'Arcep, à la demande du ministère de la Transition écologique, évalue en 2022 l'impact du numérique. Un smartphone, une console de jeux, une tablette ou un four électrique ont ainsi une empreinte d'une vingtaine de kilogrammes de carbone.

### Sport
Certains grandes manifestations sportives (championnats, jeux olympiques…), et de manière chronique les déplacements motorisés pour les entraînements, les déplacements du public, des supporters et des sportifs des secteurs professionnels ou amateurs, ou encore la pratique des sports mécaniques et la construction de certaines infrastructures sportives lourdes contribuent à aggraver les émissions de gaz à effet de serre du monde (à hauteur de 1 % environ en France[Quand ?]). Hors émissions des ménages, le sport comptait pour moins de 1 % du total de l'empreinte carbone nationale en France[Quand ?].
Selon The Shift Project en 2024, les matchs de football et de rugby amateurs et professionnels génèrent en France 1,7 million de tonnes d"équivalent CO2, dont 1,37 million de tonnes pour les matchs amateurs, nombreux, et 310 000 tonnes pour les matchs professionnels. Les transports en sont les plus importants contributeurs (à 70 % dans le domaine professionnel et à 50 % pour le secteur amateur), en particulier en raison du fait que les spectateurs et bénévoles locaux se déplacent à 76 % en voiture avec un taux de remplissage de 1,9 par voiture, les bénévoles ne représentant que 1 % de ces émissions ; « en revanche, ramenées à un individu, ces émissions sont très significatives : en effet, [un joueur] professionnel ou un membre de l’équipe encadrante émet en moyenne six tonnes de CO2e par an. Pour rappel, les objectifs de l’Accord de Paris sur le climat impliquent des émissions inférieures à deux tonnes par personne et par an » et « cette dépendance aux énergies fossiles, couplée à la fragilité économique des acteurs du sport, soulève de sérieuses préoccupations quant à la capacité du secteur à faire face aux chocs énergétiques et climatiques à venir ». Ces problèmes sont aggravés par l'accroissement du nombre de matchs et de compétitions et par augmentation des kilomètres parcourus. « Un spectateur visiteur émettra quatre fois plus de GES pour un match européen que pour un match national, et 40 fois plus dans le cas d'un match impliquant une équipe non européenne », note l'agence Ecolosport.
Un rapport de World Rugby porte en 2024 sur l'impact de ce sport sur le climat, important dans les îles du pacifique sud, très vulnérables et où les déplacements se font souvent en avion[réf. non conforme]. La FFR[Quoi ?] utilise une fresque[Quoi ?] « rugby » lors de certains événements et la propose dans les clubs. Une charte d'engagement des climatosportifs propose aux clubs et aux individus sportifs d'agir sur six leviers : mobilité douce et stages en France, alimentation bas-carbone, sponsoring éco-thique[Quoi ?], équipements bas carbone ou bio-sourcés, communication et sensibilisation vigilantes quant aux effets des modèles et messages transmis, et évolution des disciplines sportives.

### Émissions anthropiques hors énergie
Une émission anthropique, du grec anthropos (« homme »), est définie comme toute émission provoquée directement ou indirectement par l'action de l'homme : processus industriels, érosion des sols, pollution des sols par les pesticides, relief des digues[réf. nécessaire]...
Parmi les exemples d'émissions anthropiques non énergétique figure la fermentation entérique des ruminants. En effet, un élevage de bovin est une source de méthane, un puissant gaz à effet de serre. Bien que le dioxyde de carbone soit beaucoup plus abondant dans l'atmosphère, le méthane emprisonne environ 30 fois plus de chaleur.
Les trainées de condensation des avions participent aussi au réchauffement climatique, mais leurs effets ne sont pas inclus dans l'empreinte carbone de l'aviation.

## Exemples d'utilisation
Les différentes empreintes carbones permettent d'établir des bilans d'émission de gaz à effet de serre pour les consommateurs. Un tel bilan peut être dressé pour la consommation d'énergie, par exemple, la quantité d'énergie consommée étant connue à travers les comptages et facturations ou estimée à travers des diagnostics énergétiques, le cas échéant. Ainsi, la Base Carbone administrée par l'Ademe ou le diagnostic de performance énergétique, en France, proposent des méthodes d'évaluations d'émission de gaz à effet de serre, respectivement pour les entreprises et collectivités locales, et pour les logements et bâtiments tertiaires.
Pour que les citoyens puissent évaluer leur propre empreinte carbone de consommation, le calculateur Nos Gestes Climat a été mis en ligne par l'ADEME en 2020.
En 2019, une carte de crédit calculant l'empreinte carbone d'un achat et le mettant en relation avec un quota individuel de CO2 est proposée par la startup suédoise Doconomy en partenariat avec l'opérateur MasterCard ; une version « Black Card » bloque l'achat si le plafond carbone que l'acheteur s'est fixé est dépassé.
L'empreinte carbone est un outil utilisable dans tous les domaines énergétiques : bâtiments, transports, industries…

### Choix d'un système de chauffage
L'exemple suivant montre les possibilités de comparaison entre les systèmes de chauffage. Les consommations sont des ordres de grandeur pour un logement demandant 10 MWh thermique utile pour le chauffage, les rendements sont issus de la méthode réglementaire française du diagnostic de performance énergétique.
| Solution énergétique                            | Besoin énergétique (kWh/an) | Consommation (kWhPCI/an)                      | Contenu CO2 (gCO2éq/kWh) | Émissions de CO2 annuelles (tCO2éq/an)   |
| ----------------------------------------------- | --------------------------- | --------------------------------------------- | ------------------------ | ---------------------------------------- |
| Chauffage électrique à effet joule (convecteur) | 10 000                      | +10 000,                                      | 180                      | 1,8                                      |
| Chaudière fioul                                 | 10 000                      | +11 000,                                      | 300                      | 3,3                                      |
| Chaudière gaz                                   | 10 000                      | +10 500,                                      | 234                      | 2,4                                      |
| Pompe à chaleur électrique                      | 10 000                      | +04 000, (aérothermique) 2 900 (géothermique) | 180                      | 0,72 (aérothermique) 0,52 (géothermique) |
| Chaudière bois                                  | 10 000                      | +14 000,                                      | 13                       | 0,2                                      |

Note : La méthode utilisée pour le chauffage électrique est celle de la Base Carbone du contenu par usage sur la base de l'historique. Utiliser le contenu marginal en CO2 de l'électricité n'aurait pas de sens, car elle revient à considérer que l'intégralité de l'électricité utilisée pour le chauffage serait de l'électricité de pointe issue de centrales thermiques, alors que seulement une part mineure de l'électricité consommée dans le chauffage provient des centrales de pointes.
L'exemple ci-dessus, donné à titre purement illustratif, indiquerait que la chaudière bois est la solution la moins émettrice de CO2, suivi par la solution « pompe à chaleur géothermique » puis « pompe à chaleur aérothermique ».

### Choix d'un véhicule léger
L'exemple suivant montre les possibilités de comparaison entre plusieurs voitures utilisant différents carburants, connaissant leur consommation telle que donnée par le constructeur. Il est également possible d'établir son bilan personnel d'émission de gaz à effet de serre par rapport à sa consommation de carburant.
| Type de carburant | Consommation typique          | Contenu CO2 (gCO2eq/kWh) | Émissions deCO2 (gCO2eq/km) |
| ----------------- | ----------------------------- | ------------------------ | --------------------------- |
| Essence           | 6 l/100 km - 0,578 kWh/km     | 264                      | 153                         |
| Gazole            | 5 l/100 km - 0,537 kWh/km     | 270                      | 145                         |
| GPL               | 6,45 l/100 km - 0,578 kWh/km  | 230                      | 133                         |
| GNV               | 5,83 m3/100 km - 0,578 kWh/km | 205                      | 118                         |

Les exemples ci-dessus sont donnés à titre purement illustratif. En particulier, les rendements des moteurs GPL et GNV sont supposés optimisés pour atteindre le même rendement qu'un moteur essence.
Il est ainsi possible d'orienter son choix sur le véhicule le moins polluant du point de vue des émissions de CO2. La mise en place du système de bonus/malus pour l'achat d'un véhicule neuf repose sur un calcul d'émission de CO2 sur la base de contenu CO2 en émissions directes pour le passage des consommations conventionnelles aux émissions par 100 km.

### Choix d'un produit numérique reconditionné
L'Agence de l'environnement et de la maîtrise de l'énergie (Ademe) préconise de limiter l'achat de produits multimédia neufs afin de réduire leur impact écologique. Une étude publiée en 2022 par l'Ademe et l'Arcep établit en effet que près de 80 % de l'impact carbone de nos équipements numériques seraient dus à leur fabrication, alors que leur utilisation compte pour 21 %. Par ailleurs, la fabrication du produit contribue à l'épuisement des ressources naturelles puisqu'elle requiert 70 matériaux différents ; elle produit également des rejets toxiques dans l'eau et les sols, qui portent atteinte à la biodiversité,. L'Ademe estime que l'achat d'un produit reconditionné permet une économie de 82 kg de matières premières et de 87 % des gaz à effet de serre. Elle recommande de recourir, de plus, à des circuits de reconditionnement courts et de garder ses appareils le plus longtemps possible.

## Efficacité comparée des mesures de réduction de l'empreinte carbone
Si les changements de comportement individuels des Français peuvent faire baisser l'empreinte carbone de 5 à 10 % (voire 25 % dans un scénario « héroïque »), ils ne représentent qu'une part des -80 % visés par l'accord de Paris, selon une étude menée par le cabinet Carbone 4 en 2019. Ces changements individuels doivent donc s'effectuer parallèlement aux actions de l'État et des entreprises, chacun des trois acteurs ayant un rôle indispensable dans cet objectif. C'est alors le « système socio-technique » dans lequel nous évoluons qui doit être remis en cause, pour son mode de vie carboné.
Une revue d'études de 2017 par Wynes et Nicholas fondée sur l'analyse de 148 scénarios présentés par 39 articles évalués par des pairs, des rapports gouvernementaux et des programmes sur le Web, a listé les choix de vie ayant le plus d'impact en matière de réduction d'émission carbone pour les pays développés, :
1. avoir moins d'enfants : un enfant en moins par famille réduirait l'empreinte carbone annuelle de 58,6 tonnes équivalent CO2 en moyenne soit autant que l'économie qui serait faite par 684 adolescents recyclant autant que possible durant toute leur vie. Dans un pays à niveau de vie occidental, c'est de très loin la mesure la plus efficace, 25 fois plus que la suivante ;
2. abandonner la voiture : l'économie annuelle est d'environ 2 400 kgCO2eq[75] ;
3. renoncer au voyage aérien : un vol transatlantique aller-retour émet 1 600 kgCO2eq ; à celles-ci il faut ajouter l'énergie de fabrication de l'avion et le forçage radiatif dû aux traînées des long-courriers, qui peuvent à elles seules doubler l'effet du CO2[76] ;
4. acheter de l'électricité produite à partir de sources non fossiles, dans les pays où ces sources sont minoritaires (États-Unis, Canada, Australie, mais pas en France ni au Royaume-Uni) ;
5. devenir végétarien : permet de diminuer ses émissions de 820 kgCO2eq par an en moyenne, soit quatre fois plus qu'en recyclant autant que possible.

Deux actions ayant potentiellement un grand impact ont été écartées dans les conclusions de cette revue, en raison de problèmes méthodologiques ou de résultats contradictoires dans les études considérées :
- acheter de l'électricité verte est d'une efficacité prouvée en Amérique du Nord, mais moins certaine en Europe ;
- ne pas avoir d'animal de compagnie (un chien, en particulier).

Parmi les 216 recommandations recensées dans le rapport, la plupart ont une efficacité relativement faible. En particulier, les moyens les plus souvent cités (tels que recycler, utiliser les transports en commun, laver les vêtements à l'eau froide, ou utiliser des lampes basse-consommation), pris individuellement, n'ont qu'un effet modéré s'ils ne sont pas adoptés simultanément.

### Impact et efficacité
La plupart des mesures mises en avant dans les manuels scolaires et les documents officiels des gouvernements ont un impact modéré (200–800 kgCO2eq/hab/an) à faible (moins de 200 kgCO2eq/hab/an) ; il s'agit en premier lieu de mesures concernant le recyclage et la conservation de l'énergie. Les mesures à impact élevé n'ont été mentionnées qu'à hauteur de 4 % dans les documents analysés, et généralement sous une forme édulcorée. Par exemple « manger moins de viande » est moins efficace que se passer complètement de produits carnés, terrestres aussi bien que marins, qui réduit l'efficacité de la préconisation d'un rapport 2 à 5 ; ou encore, il est bien plus fréquemment proposé de moins utiliser la voiture plutôt que de s'en passer complètement.
Bien que 195 nations se soient engagées par l'accord de Paris à agir pour réduire leurs émissions de gaz à effet de serre afin que le seuil de 2 °C en 2100 ne soit pas dépassé (+2 °C d'augmentation de la température moyenne planétaire) et malgré l'efficacité documentée des quatre solutions présentées ci-dessus (qui peuvent en outre être cumulées), en 2017 ces solutions ne figurent que très marginalement ou pas du tout dans l'ensemble des manuels scolaires canadiens, des rapports gouvernementaux, ou sur les sites Web officiels de l'Union européenne, des États-Unis, du Canada ou de l'Australie. Ceci pourrait être dû, selon les auteurs ou commentateurs de cette revue d'études, au fait que les quatre actions les plus efficaces impliquent des changements comportementaux politiquement incorrects (tout au moins politiquement impopulaires), ou économiquement tabous, ou supposés « trop extrêmes » pour être acceptables par les populations. Les deux actions les plus taboues semblent être « avoir un enfant de moins » et « devenir végétarien », qui ne sont préconisées dans aucun document officiel. Seul un document australien recommandait d'abandonner la voiture individuelle, alors qu'acheter une nouvelle voiture plus efficiente est recommandé (et même financièrement soutenu) par les gouvernements en Australie, au Canada, en Europe et aux États-Unis.

### Petits gestes
Ces préconisations sont influencées par la culture du pays concerné. Par exemple, pour les pays dans lesquels la consommation de produits carnés est associée à un statut socio-économique élevé et où la consommation de viande est traditionnellement importante, les documents officiels ont tendance à minimiser cet aspect en tant que moyen de réduire significativement les émissions de CO2. Ces exemples donnent aux populations l'impression que la lutte contre le changement climatique est une affaire triviale, ne passant que par des « petits gestes » au niveau individuel et par le progrès technique au niveau collectif. Le risque est alors pour les individus de manquer l'opportunité de mettre en œuvre les changements drastiques sans lesquels l'objectif ne pourra pas être atteint — des études[réf. nécessaire] ont notamment montré qu'il ne serait pas possible de rester sous les 2 °C d'augmentation de température globale sans une modification significative des habitudes alimentaires dans les pays industrialisés, en particulier une diminution de la consommation de produits carnés. On pourrait penser qu'encourager à de « petits gestes », relativement aisés à accomplir, avec un résultat concret, pourrait peu à peu encourager les citoyens à adopter une attitude plus responsable et à envisage des modifications plus substantielles de leur mode de vie ; mais en pratique, on observe que ce n'est pas le cas : les « petits gestes » encouragent à adopter d'autres « petits gestes », à l'impact pareillement modéré, et n'ont guère d'effet sur la propension à accepter des changements plus contraignants.

### Mode de vie
On observe en revanche que les actions fondées sur une implication à long terme et ayant une dimension de participation sociale, même si elles sont a priori contraignantes, ont davantage de chances d'être adoptées que celles qui sont strictement individuelles, au point de pouvoir devenir de nouvelles normes à relativement brève échéance ; ainsi du covoiturage[réf. souhaitée]. Par ailleurs, il est plus facile d'adopter des attitudes positives à l'adolescence, même si elles impliquent un renoncement radical (par exemple, se passer de voiture individuelle), que de changer marginalement un mode de vie bien établi pour des adultes, alors même que les adultes sont globalement mieux informés et plus conscients des enjeux de long terme. En outre, il est reconnu que les adolescents exercent une forte influence au sein de leur environnement familial en matière de choix de consommation, raison pour laquelle ils devraient constituer une cible privilégiée pour promouvoir les changements les moins populaires mais les plus efficaces. Certains biais cognitifs peuvent également être un moteur ludique de la prise de conscience individuelle : la comparaison sociale, par exemple, constitue un levier d'action intéressant pour modifier nos habitudes de consommation, au titre de vouloir "faire mieux que son voisin".

### Discours des médias
La publicité encourage majoritairement les individus à faire des choix de consommation allant à l'opposé des orientations qui seraient souhaitables du point de vue de la réduction des émissions de gaz à effet de serre (tout comme des objectifs en matière de santé publique). Les instances politiques ou économiques, parallèlement aux discours sur la réalité des périls énergétique et climatique, ne cessent de promouvoir un modèle de société productiviste, centré sur la compétitivité et la croissance du PIB comme seul indicateur de prospérité, pareillement néfaste.[réf. nécessaire]
Chaque citoyen est alors sans cesse tiraillé entre ces injonctions contradictoires, qui tour à tour attisent ses désirs (encouragement à la consommation et à la satisfaction immédiate) ou flattent son sens de la responsabilité (encouragement à la modération et prise de conscience concrète de la soutenabilité de son mode de vie à long terme), ce qui entrave considérablement l'efficacité des campagnes de sensibilisation.

### Empreinte carbone des importations et taxe carbone aux frontières
Selon le Haut conseil pour le climat : en 2018, l'empreinte carbone de la France (en incluant l'empreinte des transports internationaux liés) était de 749 Mt éqCO2 (soit 11,5 t éqCO2/hab) ; environ 70 % plus élevée que les émissions territoriales du pays. Elle n'est pas redescendue sous le niveau de celle de 1995, et elle peine à diminuer à cause de l’augmentation des émissions importées (+ 78 % entre 1995 et 2018), essentiellement à cause de l'augmentation de la consommation des français. Près de 50 % des émissions de carbone des Français se font à l'étranger (un peu dans l'Union européenne, mais surtout hors de l'Union européenne). Pour ne pas dépasser +1?5°C de réchauffement planétaire en 2100 (Accord de Paris), la France devrait réduire son empreinte carbone d'environ - 80 % en 2050 (- 91 % pour les émissions dans le territoire, et - 65 % pour les émissions grises, importées).
Une étude publiée le 9 janvier 2020 par l'Agence de l'environnement et de la maîtrise de l'énergie et l'Observatoire français des conjonctures économiques détaille l'empreinte carbone des ménages français : leurs « émissions importées » compteraient pour près de la moitié de l'empreinte carbone annuelle de la France, et l'étude conclut qu'une taxe carbone aux frontières serait plus efficace que la fiscalité carbone portant sur les produits énergétiques au niveau national. Elle détaille l'empreinte carbone des ménages français par poste et par niveau de vie afin d'évaluer « les impacts économiques qu'aurait l'introduction d'une fiscalité climatique aux frontières sur les ménages selon leur profil économique ».

## Pertinence et limites
L'empreinte carbone est un des indicateurs les plus fiables et les mieux connus, bien qu'il ne concerne que l'impact climatique. Pour prendre en compte d'autres conséquences, comme l'épuisement des ressources ou la pollution de l'environnement, on utilise l'empreinte écologique.
En 2021, la journaliste Emma Pattee imagine le concept d'ombre climatique (« climate shadow ») après avoir échangé avec Katharine Hayhoe, cette dernière s'étant rendu compte que son empreinte carbone dépendait très majoritairement des trajets en avions qu'elle effectuait pour apporter de l'information à propos de la crise climatique. Toutefois, elle mettait en balance les actions concrètes mises en place par ses auditeurs et qui compensaient largement le bilan carbone négatif de ses déplacements.